# Axel Arendrup
Axel Jerome Arendrup (25. juni 1876 i Kairo, Egypten – 5. april 1896 på Madeira, Portugal) var en dansk tennispioner, dansk mester i herredouble med Folmer Hansen 1891.
Axel Arendrup boede i Egypten frem til hans danske far Adolph Arendrups død i 1875. Hans engelske mor Edith Mary Courtauld flyttede derefter, med den 9-årige Axel og hans to stedsøstre til Wimbledon i sydvestre London.
Han var nevø til Albert Arendrup og Christian Arendrup. 
Axel Arendrup døde i tyfus kun 19 år gammel.